# Уравнение в функциональных производных
Уравнение в функциональных производных — обобщение понятия дифференциального уравнения на случай бесконечного множества переменных. Применяется в функциональном анализе и теоретической физике (уравнение Швингера — Томонаги, уравнения Швингера).
Обыкновенное уравнение в функциональных производных получается с помощью предельного перехода к бесконечному множеству переменных из уравнения в полных дифференциалах:
{\displaystyle du=p_{1}dx_{1}+p_{2}dx_{2}+...+p_{n}dx_{n}} (1),
где: {\displaystyle u} и коэффициенты  {\displaystyle p_{j}} являются функциями от {\displaystyle n} переменных {\displaystyle x_{1},x_{2},...,x_{n}}.
При переходе к пределу {\displaystyle n\to \infty } в уравнении (1) сумма превратится в интеграл и оно примет вид:
{\displaystyle \delta U=\int _{0}^{1}f[x(t);U,\tau ]\delta x(\tau )d\tau } (2),
где:  {\displaystyle U} - неизвестный функционал от функции {\displaystyle x(t)}, {\displaystyle \tau } - переменная интегрирования.
При помощи понятия функциональной производной это уравнение можно записать в виде:
{\displaystyle U_{x(\tau )}^{'}=f[x(t);U,\tau ]} (3),
где: {\displaystyle U_{x(\tau )}^{'}} - функциональная производная.
Если семейство функций {\displaystyle x(t)} принадлежит пространству {\displaystyle L_{2}} и зависит от числового параметра, то уравнение в функциональных производных превращается в дифференциальное уравнение первого порядка, которое удобно решать методом последовательных приближений.
Если функционал {\displaystyle U} зависит не только от функции {\displaystyle x(t)}, но и от одного или нескольких числовых параметров, то уравнение в функциональных производных превращается в интегро-дифференциальное уравнение, для решения которого также можно использовать метод последовательных приближений.